# Volume 5 (álbum de Aviões do Forró)
Aviões do Forró - Volume 5 é o quinto álbum da banda de forró eletrônico Aviões do Forró. Composto por 17 faixas, o  álbum foi disponibilizado em 2007.

## Lista de faixas
| N.º            | Título                        | Compositor(es)                            | Duração |  |
| 1.             | "Tome, Tome"                  | Dadá Moreira                              | 3:26    |  |
| 2.             | "Indecisão"                   | Bispo Junior / Bráulio Silva              | 3:25    |  |
| 3.             | "Bateu Levou"                 | Chrystian Lima / Beto Caju / Jairon Neves | 3:26    |  |
| 4.             | "Amor Covarde"                | Dorgival Dantas                           | 4:39    |  |
| 5.             | "Você Não Merece"             | Marquinhos Maraial / Edu Luppa            | 2:56    |  |
| 6.             | "Agora é Com Você"            | Chrystian Lima / Jairon Neves             | 2:45    |  |
| 7.             | "Nós Dois"                    | Dorgival Dantas                           | 3:37    |  |
| 8.             | "Tão Frio"                    | Marquinhos Maraial / Luizinho Lino        | 3:30    |  |
| 9.             | "Vai Dar Amor"                | Rodrigo Mel / Elvis Pires                 | 3:01    |  |
| 10.            | "Comendo Água"                | Marquinhos Maraial / Isac Maraial         | 3:30    |  |
| 11.            | "Amores, Aventuras e Paixões" | Chrystian Lima / Ivo Lima / Beto Caju     | 2:55    |  |
| 12.            | "Cego, Surdo e Mudo"          | Edu Luppa / Marquinhos Maraial            | 3:25    |  |
| 13.            | "Chá de Costa"                | Zezito Doceiro                            | 3:33    |  |
| 14.            | "Sol e Mar"                   | Solange Almeida / Zélia Santti            | 4:03    |  |
| 15.            | "É Amor"                      | Dorgival Dantas                           | 3:16    |  |
| 16.            | "Cuidado Coração"             | João Ribeiro                              | 3:22    |  |
| 17.            | "Vem Junto com o Avião"       | Luizinho Lino / Marquinhos Maraial        | 3:45    |  |
| Duração total: | Duração total:                | Duração total:                            | 58:34   |  |

## Músicos participantes
- Vozes: Xand Avião / Solange Almeida
- Bateria: Pedro Riquelme
- Teclado: Emanuel Dias
- Sanfona: Valcir
- Baixo: Melkzedek
- Guitarra: Tiago Sobral / Chrystian Lima (faixa 6)
- Percussão: Bell
- Sax: Carlinhos Ferreira
- Trompete: Zé Carlos
- Trombone: Edson
- Backing Vocal: Dina Léia / Débora